# Guillaume Ancel
Pour les articles homonymes, voir Ancel.
 (décembre 2023).
Guillaume Ancel est un écrivain et ancien officier français né le 3 décembre 1965. Il a publié plusieurs livres concernant des opérations militaires extérieures au Rwanda, au Cambodge et en Bosnie. Après 20 ans de service dans l'armée qu'il quitte avec le grade de lieutenant-colonel, il poursuit une carrière de cadre dirigeant commencée à la SNCF, dans le groupe Humanis et enfin à la fédération Agirc-Arrco.
Ses livres ont remis en cause l'action militaire et politique de l’État français au Rwanda et dans le conflit bosniaque et ont fait l'objet de vives polémiques.

## Biographie

### Formation
Issu d'une famille d'entrepreneurs lyonnais et petit-neveu de l’évêque de Lyon Alfred Ancel, Guillaume Ancel intègre l’École spéciale militaire de Saint-Cyr en 1985 (promotion Cadets de la France Libre, commandée par Jean-Louis Georgelin). Il est titulaire d'une maîtrise de finances et gestion (1988) et d'un diplôme d’études approfondies (DEA) en management socio-économique à l'Université Lyon II et l’école de management de Lyon, effectué sous la direction d'Henri Savall (2000).
Il est également diplômé de l’école de guerre, du collège royal de Défense de Bruxelles et de la Fondation européenne de management (EFQM, 2001)[réf. nécessaire].

### Parcours professionnel

#### Armée
Après l'école d'application de l'artillerie à Draguignan, Guillaume Ancel rejoint en 1989 le 51e régiment d'artillerie à Wittlich (RFA) commandé par Christian Delanghe où il participe à l'expérimentation du Mistral, premier missile anti-aérien portable de l'armée française. Il est de plus officier de liaison auprès de l'escadron Wild Weasel de l'US Air Force à Spangdahlem (RFA)[réf. nécessaire].
En 1992, il part comme volontaire au Cambodge pour l'application des accords de paix de Paris au sein de l'Autorité provisoire des Nations unies au Cambodge. Il opère à la frontière du Laos et de la Thaïlande à Tbeng Mean Chey comme chef de patrouille en jungle et négociateur chez les Khmers rouges. Cette opération est l'objet d'un récit publié chez Les Belles Lettres, Un casque bleu chez les khmers rouges.
Il est ensuite affecté au 68e régiment d'artillerie d'Afrique (68e RAA) au camp de La Valbonne. Il est formé au guidage des frappes aériennes comme Forward Air Controller (FAC) (en) et chef de Tactical Air Control Party (TACP) (en).
Il part pour le Rwanda en juin 1994 pendant l'opération Turquoise, détaché auprès d'une compagnie du 2e régiment étranger d'infanterie d'abord comme TACP, pour faire du guidage rapproché de frappes aériennes. Après l'interruption inattendue de ses missions de TACP le 1er juillet 1994, il est réaffecté au sein du groupement Sud de l'opération Turquoise, pour monter des opérations de sauvetage de personnes en danger,, expérience qu'il retrace partiellement en 2014 dans un roman, Vents sombres sur le lac Kivu. Il publie en 2018 un récit complet basé sur son carnet d'opérations, intitulé Rwanda, la fin du silence.
Sa mission suivante est à Sarajevo pendant le siège de la ville en 1995. Il dirige l'équipe de guidage des frappes aériennes (chef de TACP) affectée au bataillon armé par le 1er régiment étranger de cavalerie pour le dernier mandat de l'ONU (FORPRONU). Il raconte cette opération dans un récit publié aux Belles Lettres, Vent glacial sur Sarajevo.
À la tête de la Batterie Mistral du 68e RAA, il part pour Mostar d'août à décembre 1996 au sein de l'Implementation Force de l’OTAN (IFOR) en application des accords de paix de Dayton qui mettent fin au conflit armé en Ex-Yougoslavie[réf. souhaitée].
Il quitte les unités opérationnelles en 1998, devient chef de cabinet du gouverneur militaire de Lyon en 1999 avant de participer au déploiement du Situation Center de l'Union européenne à Bruxelles en 2000. En 2001, Guillaume Ancel rejoint l'état-major de l'armée de terre à Paris où il est chargé du programme de restructuration jusqu'en 2005[réf. souhaitée]. Il quitte l'armée de terre en 2005 avec le grade de lieutenant-colonel et rejoint le monde de l'entreprise.

#### SNCF
Recruté en 2005 par Guillaume Pepy, Guillaume Ancel est nommé directeur de cabinet de la région SNCF de Lyon auprès d'Alain Sermet. En 2008, il dirige l'organisation de la convention « ambitions 2012 » du président de la SNCF (Anne-Marie Idrac, puis Guillaume Pepy). Il devient, toujours en 2008, directeur des lignes Transilien de Paris Saint-Lazare,[source insuffisante](10 % des trains qui circulent quotidiennement en France) et participe au déploiement de démarches apprenantes. De 2010 à 2012, il est directeur de la région Champagne-Ardenne à Reims où il participe à des transformations, spécialement dans le domaine du management et du développement de nouvelles activités (aide aux projets locaux)[source insuffisante].

#### Humanis
Il est recruté en juillet 2013 par le groupe Humanis en tant que directeur de la gouvernance institutionnelle et secrétaire du comité exécutif.

#### Agirc-Arrco
Guillaume Ancel occupe depuis 2019 les fonctions de directeur de la communication de la fédération Agirc-Arrco (retraite des salariés du privé).

## Prises de positions
Ancien officier de l’armée française, Guillaume Ancel devient un chroniqueur médiatique pour exposer son analyse militaire et politique des conflits armés notamment sur la guerre en Ukraine où il milite pour un fort appui militaire des pays occidentaux. En octobre 2022, après la reprise de la ville stratégique de Lyman, il considère la défaite de l’armée russe « comme inévitable »,. De même, de mars 2023 jusqu’en octobre 2023, il assure que l’armée russe perdra la guerre,. Il critique notamment la position de la France en considérant la position du Président Emmanuel Macron d' « ambigüe »,.
Après deux ans et l'enlisement du conflit, son analyse évolue et admet un blocage du conflit liée entre autres, à la diminution du financement américain qui s’oriente vers des nouvelles guerres notamment lors de la guerre à Gaza depuis 2023. À ce titre, il préconise que les pays occidentaux s'unissent pour mettre fin au conflit militaire au Proche-Orient et estime que « Poutine a joué un rôle dans l'opération du 7 octobre ». Pour l’avenir de l'Ukraine, il considère qu'il n’y a pas vraiment d’option à offrir aux Ukrainiens, « si ce n’est d’aller se battre avec eux, ce qui serait un franchissement sans précédent » et propose le renoncement de la Crimée qui devient la seule issue "acceptable" pour Zelensky.

## Polémiques
Ses témoignages ont mis en cause le rôle de l'État français dans le génocide des Tutsi, les différentes thèses sont détaillées dans la page Rôle de la France dans le génocide des Tutsi au Rwanda. Les témoignages de Guillaume Ancel sont contestés par les décideurs de l'époque, dont Hubert Védrine ancien secrétaire général de l’Élysée ou l'amiral Jacques Lanxade, qui maintiennent leur présentation de l'intervention de la France comme purement humanitaire, alors que Guillaume Ancel soutient que cette opération a protégé le gouvernement génocidaire en déroute.
En mai 2022, Guillaume Ancel est condamné pour diffamation envers Hubert Védrine. Ce dernier reprochait à Guillaume Ancel de l’avoir diffamé à travers 24 tweets et articles publiés entre mars et juillet 2021. Dans ces publications, l’ancien militaire écrit notamment qu’Hubert Védrine est un « personnage tellement arrogant qu’il est incapable de se remettre en cause » et l’accuse d’avoir « collaboré avec les nazis du Rwanda ». La 17e chambre du tribunal de Paris estime que Guillaume Ancel a dépassé les « limites admissibles de la liberté d’expression ».

## Publications
- Petites leçons sur la guerre. Comment défendre la paix sans avoir peur de se battre, Autrement, 2025, 208 p. (ISBN 9782080477965)[27]
- Saint-Cyr, à l'école de la Grande Muette (préf. Stéphane Audoin-Rouzeau), Flammarion, 2024, 368 p. (ISBN 978-20-804-3958-1)[28],[29]
- co-auteur de Goodbye Poutine, Gingko, 2023, 272 p. (ISBN 978-2-84679-520-3) (sous la direction d’Hélène Blanc)
- Un Casque bleu chez les Khmers rouges : Journal d’un soldat de la paix, Cambodge 1992, Les Belles Lettres, coll. « Mémoires de Guerre », 2021, 272 p. (ISBN 978-2-251-45184-8, présentation en ligne) (préface de Stéphane Audoin-Rouzeau)[30]
- Rwanda, la fin du silence : témoignage d'un officier français, Les Belles Lettres, coll. « Mémoires de Guerre », 2018, 224 p. (ISBN 978-2-251-44804-6) (préface de Stéphane Audoin-Rouzeau)[31]
- Vent glacial sur Sarajevo, Paris, Les Belles Lettres, coll. « Mémoires de Guerre », 2017, 224 p. (ISBN 978-2-251-44676-9) (préface de Stéphane Audoin-Rouzeau)[32],[33]
- Vents sombres sur le lac Kivu, roman, TheBookEdition, 2014  (ISBN 978-2-9547777-1-9)

## Décorations et prix
- : Guillaume Ancel est chevalier de la Légion d'honneur en 2003[34].